# IC 349
| IC 349 / Barnards Merope-Nebel                          | IC 349 / Barnards Merope-Nebel |
| ------------------------------------------------------- | ------------------------------ |
| Aufnahme des Hubble-Weltraumteleskops                   |                                |
| Beobachtungsdaten Äquinoktium: J2000.0, Epoche: J2000.0 |                                |
| Sternbild                                               | Taurus                         |
| Rektaszension                                           | 03h 46m 21,3s                  |
| Deklination                                             | +23° 56′ 28″                   |
| Scheinbare Helligkeit                                   | ca. 13 mag                     |
| Winkelausdehnung                                        | ca. 30"                        |
| Astrometrie                                             |                                |
| Entfernung                                              | 461 ± 19 Lj                    |
| Geschichte                                              |                                |
| Entdecker                                               | Edward Barnard                 |
| Entdeckungsdatum                                        | 14. November 1890              |

IC 349, auch als Barnards Merope-Nebel (engl. Barnard’s Merope Nebula) bekannt, ist ein Reflexionsnebel in den Plejaden. Das Objekt befindet sich im Sternbild Stier auf der Ekliptik und wurde 1890 vom US-amerikanischen Astronomen Edward Barnard entdeckt. Sein Licht empfängt er von dem nur 0,06 Lichtjahre (30") entfernten Stern Merope.
IC 349 ist nicht ein Überrest des Nebels, aus dem Merope entstand, sondern eine interstellare Staubwolke, die den Stern passiert und von seiner Strahlung verformt wird und diese reflektiert. Es ist wahrscheinlich, dass es sich um eine kleine, lokale Staubwolke innerhalb einer größeren Gaswolke handelt und diese Staubwolke ein Fragment der Taurus-Auriga-Molekülwolke ist. Die Form von IC 349 erscheint grob dreieckig mit einem dichten, hellen Kern. Dieser Kernbereich ist um mehr als 15-mal heller als alle anderen Nebel innerhalb der Plejaden. Daraus lässt sich schließen, dass es sich um die einzige, dichte Staubwolke in der Nähe eines Sterns innerhalb der Plejaden handelt.